# خلونگتسا
خلونگتسا (به لهستانی:  Chlewnica) یک روستا در لهستان است که در گمینا پوتنگووو واقع شده‌است. خلونگتسا ۳۰ نفر جمعیت دارد.